# Onancock
Onancock est une municipalité américaine située dans le comté d'Accomack en Virginie.
Selon le recensement de 2010, Onancock compte 1 263 habitants. La municipalité s'étend sur 1,05 mille carré (2,72 km2).

## Histoire
La ville est créée en 1680 par la Chambre des Bourgeois de Virginie et devient le siège du comté d'Accomack jusqu'en 1693,. Onancock doit son nom à une tribu amérindienne et signifie « l'endroit brumeux ».
Onancock devient une municipalité en 1882. Située sur l'Onancock Creek, à quelques kilomètres de la baie de Chesapeake, la ville est jusqu'au XXe siècle un important port de l'Eastern Shore de Virginie. Elle permettait notamment d'atteindre Baltimore. Son trafic perd toutefois en importance avec l'extension du chemin de fer dans la région.
Le district historique d'Onancock est listé sur le Registre national des lieux historiques.